# Radom (distrikt)

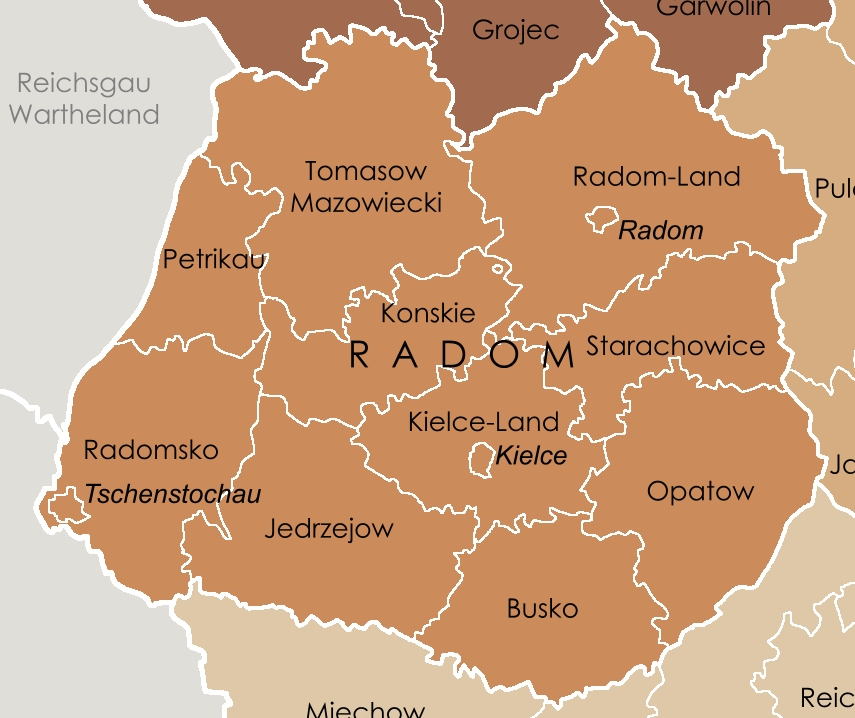
Administrativ karta över distriktet Radom år 1941.

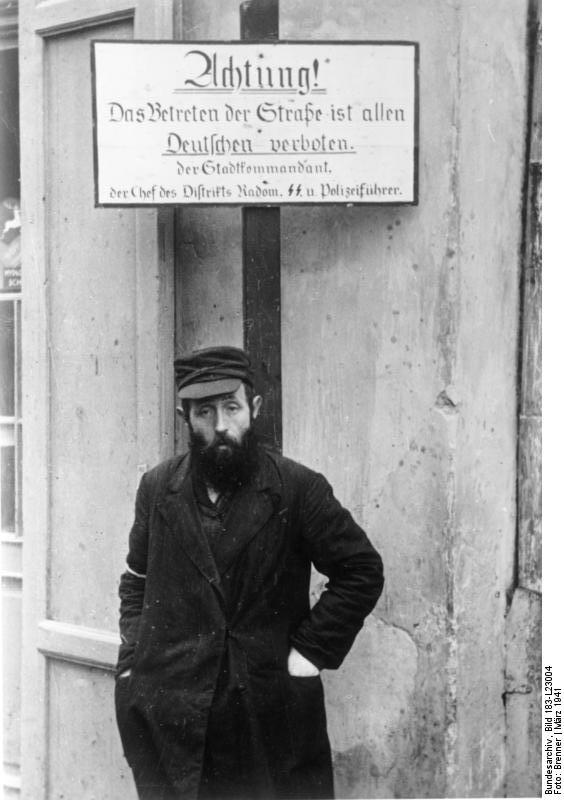
Fotografi från Radoms getto år 1941.

Radom var mellan 1939 och 1945 ett administrativt distrikt inom Generalguvernementet, den del av Polen som inte inkorporerades i Tyska riket utan istället ockuperades. Generalguvernementet inrättades den 26 oktober 1939 och delades då upp i fyra distrikt: Krakau, Lublin, Radom och Warschau. I augusti 1941, efter inledandet av Operation Barbarossa, tillkom ett femte distrikt: Galizien. Distriktet Radom var indelat i tretton län: Busko, Jedrzejow, Kielce, Kielce-Land, Konskie, Opatow, Petrikau, Radom, Radom-Land, Radomsko, Starachowice, Tomaschow-Mazowiecki och Tschenstochau.

## Administration
Guvernör för civilförvaltningen
- Karl Lasch: 1939–1941
- Ernst Kundt: 1941–1945

Stabschef
- Friedrich Egen

SS- och polischef (SS- und Polizeiführer, SSPF)
- Fritz Katzmann: 1939–1941
- Carl Oberg: 1941–1942
- Herbert Böttcher: 1942–1945

Kommendör för Ordnungspolizei (Kdo)
- Ferdinand Heske: 1939–1940
- Paul Worm: 1940-1942
- Erich Sachße: 1942
- Paul Baerhen: 1942–1944

Kommendör för Sicherheitspolizei och Sicherheitsdienst (KdS)
- Fritz Liphardt: 1939–1943
- Joachim Illmer: 1943–1945